# 딘 쿤츠
딘 레이 쿤츠(Dean Ray Koontz, 1945년 7월 9일 ~ )는 미국의 서스펜스 스릴러 작가이다. 그의 작품 중 일부가 뉴욕 타임스 베스트셀러 리스트에 올랐으며, 모두 10권의 하드커버와 14권의 페이퍼백이 1위를 차지했다. 작가 경력의 초기에는 다양한 필명을 사용했지만 1980년대 이후로는 대체로 본명을 썼다.

## 생애
1967년 쉬펜스버그대학(Shippensburg University of Pennsylvania)을 졸업한 후 메카닉스버그 고등학교(Mechanicsburg High School)에서 영어교사로 일하면서 남는 시간에 그의 첫 번째 소설 《스타퀘스트》(Star Quest)를 썼다 ( 1968년 ). 그 후 몇 권의 과학소설을 썼다. 1970년대에 장르 소설의 주류라고 할 수 있는 서스펜스와 호러소설을 본명과 필명으로 써냈다. 작가로서 그의 이름을 널리 알리게 해 준 작품은 1980년에 출간한 《어둠속의 속삭임》(Whispers)이었다. 그 후 뉴욕 타임스 베스트셀러 리스트에 많은 작품을 올리는 등 작가로서 확고한 입지를 가지게 되었다. 1990년 말에 머리털 이식 수술을 했는데, 이전의 자기 모습이 고든 리디( G. Gordon Liddy )와 비슷하게 보이는 것에 지쳤다고 변명. 1990년 이래로 공화당에 일만오천불가량을 기부. 2006년 현재 캘리포니아의 뉴포트 비치(Newport Beach)에서 아내인 제다(Gerda)와 살고 있다.

## 애견

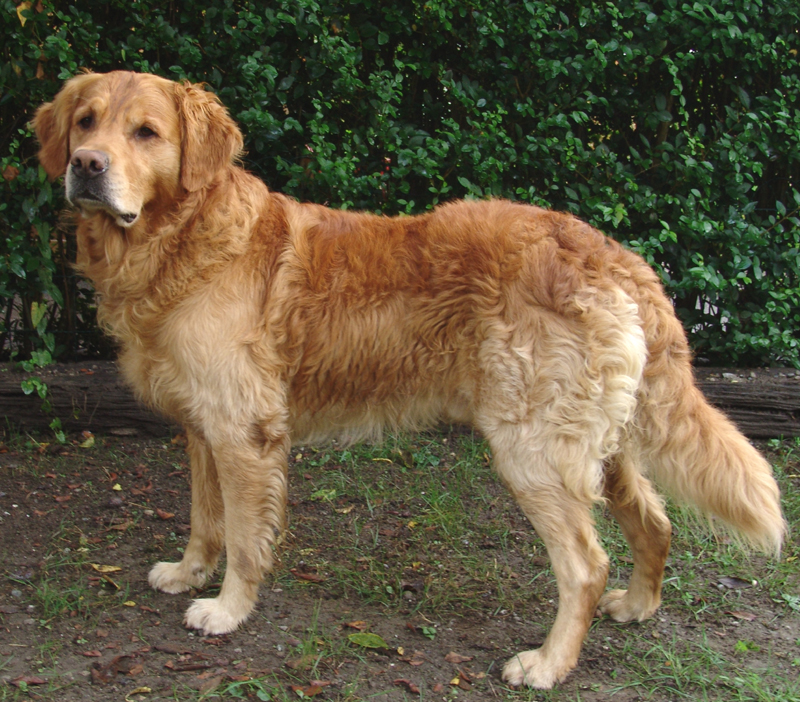
골든 리트리버 종

골든 리트리버(golden retriever)종인 애견 트릭시 쿤츠(Trixie Koontz)는 작품 재킷의 사진에 종종 등장하며, 작가의 필명의 하나이기도 하다. 이 개는 그가 250만불을 기부한 데 대한 감사의 표시로 CCI(Canine Companions for Independence, 장애인들에게 서비스견을 제공하는 자선단체)에서 선물한 것이라고 한다. 이 단체는 작가가 소설 《미드나이트》(Midnight)를 위한 조사과정에서 알게 되었는데, 책의 내용 중에 CCI에서 훈련받은 개가 등장한다. 그 후로도 트릭시가 관련된 작품을 두 권 더 써서 그 로열티를 CCI로 돌렸다. 2007년 트릭시는 심장에 악성종양이 생겨서 6월 30일 집 근처에서 안락사되었다.
《와처스》(Watchers)의 주인공은 다름 아닌 골든 리트리버종의 개, '아인슈타인'이다. 악당역으로 나오는 것도 역시 하이브리드생물체인 '아웃사이더'. 아인슈타인은 어떤 기관의 실험의 결과로 사람에 버금가는 지능과 개에게 고유한 본능을 두루 갖춘 생물체로 거듭나며 아웃사이더는 실험과정에서 실패한 괴물체가 되어 버린다. 아인슈타인과 아웃사이더가 기관의 연구소를 동시에 탈출했을 때, '사람' 주인공인 트래비스 코넬(Travis Cornell)이 아인슈타인을 돕는다. 그리고 우연히 만나게 된 노라 데본(Nora Devon)이 위기에 빠졌을 때 그녀를 돕는 과정에서 코넬과 데본은 서로 사랑하는 사이가 된다. 작중에서 코넬이 아인슈타인을 대하는 태도는 쿤츠가 그의 애견을 대하는 사랑에 못지않다.

## 작품

#### 캐릭터
- 이전까지 그의 작품을 보면, 한 주인공을 서로 다른 작품들에 복수 등장시킨 적이 거의 없으며 두 번의 예외가 있을 뿐이다. 그러나 최근 Odd Thomas 시리즈를 7권으로 펴냈다.
- 여자 등장인물은 종종 지적이고 아름답고, 자기주장이 분명한 타입이며, 몇몇 주인공들은 어려움 속에서 홀로 아이들을 키우는 싱글맘들이다.
- 남자주인공은 보통 터프하고 능력있으며, 경찰관(《용의 눈물》Dragon Tears)이든가 경찰이나 군대에서 전문적 훈련을 받은 사람인 경우(《와쳐스》Watchers)가 많다.
- 많은 영웅들이 성공적이며, 경제적으로 독립되어 있고, 강한 의지와 안정된 감정적 기반을 갖춘 것으로 묘사된다.
- 반대로 악한들은 반사회적 이상성격자에 어떤 인간적 감정도 없으며 종국에는 예외없이 격퇴된다. 대개 그들만의 환상적 경험을 가지고 있으며, 극단적이면서도 정교한 세계관으로 무장하여 초월적인 영웅을 꿈꾸는 자들이다(《사이코》Intensity, 《미드나이트》Midnight, 《백색의 가면》Hideaway , 《용의 눈물》Dragon Tears, 《벨로시티》Velocity)

#### 플롯
- 대부분의 작품이 외관상 판타지같은 사건이 일어나면서도 뛰어난 논리적 연결을 갖추고 있다.
- 주인공들은 종종 다양한 괴물이나 미친사람들과 싸우기 위해 총으로 무장한다.
- 생존을 위한 절박한 투쟁은 악인이 선인에게 격퇴당하는 해피엔딩으로 끝난다.

#### 테마
- 진지하게 믿음의 중요성을 탐구한다. 특히 신에 대한 믿음.
- 흔들리지 않는 도덕적 기준을 따르지만 제도화된 종교나 법에는 의존하지 않는 캐릭터.
- 사랑과 관심이 생의 잔인함으로부터 개인을 구원할 수 있다는 신념.
- 부모의 자식에 대한 극진한 사랑.
- 인간성에 대한 특별한 경외와 동시에 그것을 격하시키는 자들에 대한 분노.

#### 다른 특징
- 유별나게 개를 좋아하며 (특히, 골든 리트리버나 라브라도 리트리버), 작품 속에서 이것을 명확하게 드러낸 예가 많다. 반면 고양이는 안좋게 묘사된 예가 있다 (쿤츠는 고양이과 동물에 알레르기가 있다고 한다).
- 무대는 주로 캘리포니아 남부.
- 총기는 스미스 앤 웨슨 (Smith and Wesson, 38구경)
- 차종은 포드 또는 SUV.
- 악한들은 때때로 주거용 차량을 소유한다 ( 사이코 Intensity 의 베스 ).
- 클라이맥스로 향하면서 날씨가 험악해진다.
- 좋아하는 문학작품을 인용하는 예가 많다.

## 작법론
쿤츠는 자신의 작법론을 별도의 책으로 펴낸 작가이다. 그의 작법론의 특징은 전통적인 것에 가깝지만 또 다른 작가인 스티븐 킹에 견주어 구별되는 뚜렷한 특징이 있다. 그는 플롯을 대단히 중시한다.
"플롯이 없는 소설처럼 이 세상에 우스운 것은 없다. 뭐니뭐니해도 플롯은 소설의 으뜸가는 필수조건인 것이다. 정말로 재능이 있는(혹은 정말로 광기스러운) 작가의 손에 걸리면 플롯이 없는 소설도 실험 소설의 일종으로 보일지 모르겠고, 작가에 따라선 그것이 효과적인 수법이 되어서 읽을 만한 글이 되는 경우도 혹 있을지는 알 수 없다. 하지만 그것이 소설의 고전적 정의에 들어맞지 않는 한 결코 소설이라고 할 수 없다. 가끔 플롯이 모두 등장 인물의 행동에 맡겨져야 한다고 믿고 있는 평론가나 작가를 만나게 된다. 그들의 이론에 따르면 미리 마련된 줄거리는 어떤 것이든 부자연스럽기 짝이 없다. 작가들이 소망하는 것은 오로지 등장 인물이 움직이는 방향으로 얘기 줄거리를 잡아 주는 거라고 한다. 어딘가 아리송한 이 방법을 따르기만 하면 보다 ‘자연스러운’ 줄거리가 얻어진다는 주장이다. 한 마디로 어리석은 말이다. 얘기를 써가는 동안 등장 인물들이 너무나 생기에 넘치고 매력을 더해 가기 때문에 작가가 미리 준비했던 플롯이나 소설 전체의 흐름을 주인공의 성장 또는 변화에 걸맞게 바꾸는 경우가 흔히 있는 것은 사실이다. 직업적인 소설가라면 누구나 이런 신나는 경험을 갖고 있다. 그러나 작가가 소설의 방향이나 의도 또는 내용 같은 것을 등장 인물에게 모두 맡겨 버린다면 결과는 반드시 지리 멸렬 참담한 몰골이 될 것이다.
 소설을 성공시키는 요령의 하나는 실생활상의 여러 경험에다 짜릿한 맛을 가미해서 조리해 내놓는 데 있다. 다시 말해서 플롯 테두리 안에다가 복잡한 현실 생활을 건실하게 끼워 맞춤으로써 의미 심장한 진실된 순간의 결정체로 만들어 내는 것이다. 만일 작가가 등장 인물들에게 플롯의 전권을 위임해 버리면 지성이라는 냉정하고 확실한 안내인 없이 작품의 길을 가고 있는 꼴이 된다. 결과적으로는 현실 세계에서 일어나고 있는 실제와 조금도 다를 바 없는, 테두리도 내용도 없는 소설이 되어 버리고, 많은 독자들을 실망시킬 것이 뻔하다."
플롯이 없는 소설의 문제점의 예로 그는 스티븐 킹의 <스탠드>를 들었다. <스탠드>는 매우 매력적인 작품임에도 불구하고 클라이막스에 이르기까지, 혹은 그 이후에도 5~6000 단어 이상을 지루하게 늘어놓았다고 지적한다. 그러나 그는 스티븐 킹을 자신이 매우 좋아하는 작가로 꼽고 있다.
반면 킹은 플롯이란 허위이며, 거짓이라고 단정한다. 그러나 그가 플롯을 사용한 적이 없다는 것을 말하는 것은 아니다. (<불면증>이 그 예다.) 플롯은 너무 거칠기 때문에 작위적으로 보이기 쉽다는 점을 강조한다.
이는 무계획적으로 등장인물에게 전권을 위임한다는 의미는 아니다. 킹은 플롯(사건의 인과관계를 중시한 계획)이 아닌 스토리(사건의 진행 자체를 중시한 계획)를 적은 초고를 이용하라고 권한다. 또한 그는 글을 다듬는 작업의 중요성을 강조한다. 이는 자유롭게 쓴 글에서 나타날 수 있는 이야기에 불필요한 부분을 줄이는 데 큰 역할을 한다..

## 필명
- 디애나 드와이어(Deanna Dwyer)
- 케이 아르 드와이어(K. R. Dwyer)
- 에런 울프(Aaron Wolfe)
- 데이비드 액스턴(David Axton)
- 브라이언 커피(Brian Coffey)
- 존 힐(John Hill)
- 리 니컬스(Leigh Nichols)
- 오언 웨스트(Owen West)
- 리처드 페이지(Richard Paige)
- 트릭시 쿤츠(Trixie Koontz)

## 영화나 텔레비전으로 방영된 그의 작품들
많은 작품들이 여러 영상매체에 스토리로 사용되었지만, 정작 쿤츠 자신은 대부분에 불만을 가지고 있다고 1996년 한 인터뷰에서 밝혔다.
- The Husband (2008) - 포커스 피처스
- Frankenstein (2004) - USA 네트워크 - (공동작업으로 출발했으나 영화의 방향에 이견을 갖고 중도하차함)
- Black River (2001) - Fox
- Sole Survivor (2000) - Fox
- Watchers Reborn (1998) - Concorde Pictures
- Phantoms (1998) - 미라맥스/Dimension Films.
- Mr. Murder (1998) - ABC
- Intensity (TV movie) (1997) - Fox
- Hideaway (1995) - 트라이스타 픽처스
- Watchers 3 (1994) - Concorde Pictures
- The Servants of Twilight (1991) - Trimark
- The Face of Fear (1990) - CBS
- Watchers II (1990) - Concorde Pictures
- Whispers (1990) - Cinepix
- Watchers (1987 film) (1988) - Concorde Pictures
- The Intruder (1979) - MGM
- Demon Seed (1977) - MGM

### 영화 엑스텐션
엑스텐션(원제 Haute Tension, 알렉상드르 아자→, 2003년 한국 개봉)은 프랑스의 신예감독이 만든 공포영화로서, 개봉당시 프랑스 국내에서 호평을 받았으며, 2004년 선댄스 영화제 초청작이었다. 쿤츠의 《사이코》(원제 Intensity)의 전반부를 거의 그대로 차용하였으면서도 국내 수입사의 영화설명이나 당시 영화 평론가들은 이 점을 밝히지 않았다.

## 작품 목록
- 작품 목록(영어)